# Literaturjahr 1763
Liste der Literaturjahre

◄◄ | ◄ | 1759 | 1760 | 1761 | 1762 | Literaturjahr 1763 | 1764 | 1765 | 1766 | 1767 | ► | ►►

Weitere Ereignisse
Dieser Artikel behandelt das Literaturjahr 1763.

## Ereignisse

### Prosa
- Durch den Tod von Cao Xueqin bleibt sein Roman Der Traum der Roten Kammer, einer der vier klassischen Romane Chinas, unvollendet.
- Frances Brooke veröffentlicht den Briefroman The History of Lady Julia Mandeville. Das Werk findet großen Anklang und Voltaire bezeichnet es in einer Rezension in der Gazette littéraire als „vielleicht den besten Roman im Briefgenre in England seit Richardsons Clarissa (1748) und The History of Sir Charles Grandison“ (1754).

### Drama
- Die Erstfassung von Carlo Goldonis Prosakomödie Il Ventaglio (Der Fächer) wird in Paris unter dem Namen L´éventail uraufgeführt. Da sie aus verschiedenen Gründen nicht den erwarteten Erfolg in der fremden Umgebung hat, überarbeitete Goldoni sie in den nächsten zwei Jahren neu.
- Gotthold Ephraim Lessing beginnt in Breslau mit der Arbeit an dem Lustspiel Minna von Barnhelm.

### Periodika
- 2. März: Die Erstausgabe der Hersfelder Zeitung erscheint. Schon am 25. Dezember muss sie aus Kostengründen vorläufig wieder eingestellt werden.

### Wissenschaftliche Werke, Essays

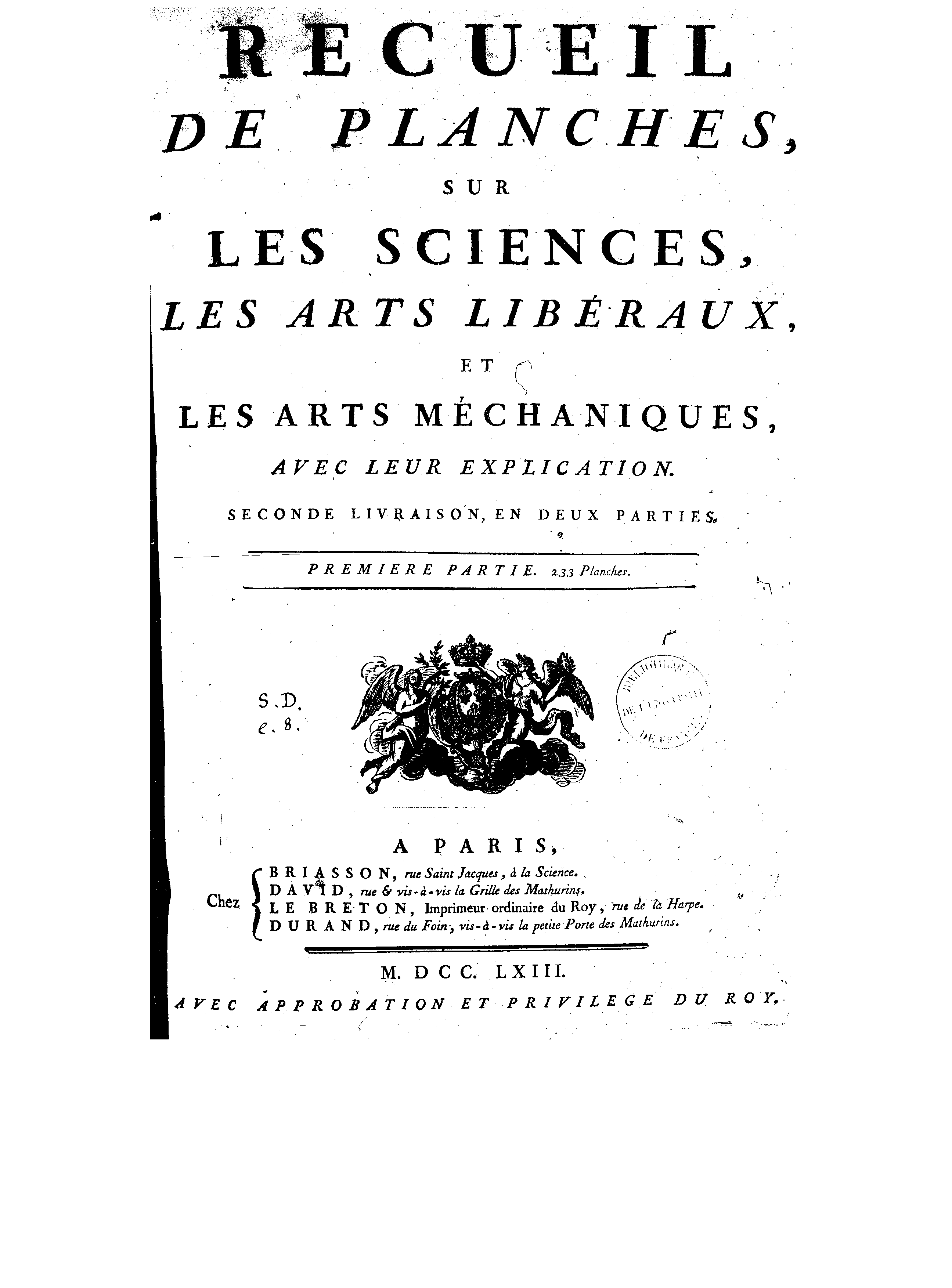
Titelblatt des zweiten Tafelbandes

- Der zweite Tafelband (Balancier – Charpenterie) der von der katholischen Kirche indizierten Encyclopédie ou Dictionnaire raisonné des sciences, des arts et des métiers von Denis Diderot und Louis de Jaucourt erscheint. Im gleichen Jahr erscheint auch noch ein Band 2b (Charron – Draperie).

- Voltaire veröffentlicht Traité sur la tolérance. Die Schrift entstand in der Folge des Prozesses gegen den Hugenotten Jean Calas, der unschuldig zum Tod verurteilt und hingerichtet worden war. Der Prozess geht in Revision, und die Familie Calas wird am 6. März 1765 rehabilitiert. Voltaire ruft in seiner Schrift zur Toleranz gegen Andersgläubige auf und nimmt vehement Stellung gegen religiösen Fanatismus und Aberglauben.

- Louis-René de Caradeuc de La Chalotais veröffentlicht den Essai d’éducation nationale.

### Religion
- Immanuel Kant: Der einzig mögliche Beweisgrund zu einer Demonstration des Daseins Gottes
- Unter dem Pseudonym Justinus Febronius erscheint das papstkritische Werk De statu ecclesiae et legitima potestate Romani pontificis liber singularis, das bereits im nächsten Jahr von Papst Clemens XIII. auf den Index Librorum Prohibitorum gesetzt wird, was die Ausbreitung des Febronianismus in Europa aber nicht verhindern kann. Dem Trierer Weihbischof Johann Nikolaus von Hontheim wird nach seiner Enttarnung als Autor Jahre später ein Widerruf auferlegt.

### Sonstiges
- Katharina II. von Russland beginnt einen Briefwechsel mit Voltaire.

## Geboren
- 29. Januar: Johann Gottfried Seume, deutscher Schriftsteller und Dichter († 1810)
- 14. Februar: Johann Martin Usteri, Schweizer Dichter († 1827)
- 9. März: William Cobbett, englischer Schriftsteller († 1835)
- 21. März: Jean Paul, deutscher Schriftsteller († 1825)
- 15. Juni: Kobayashi Issa, japanischer Haiku-Dichter († 1828)
- 2. September: Caroline Schelling, deutsche Schriftstellerin („femme de lettres“) († 1809)
- 20. Oktober: Joachim Perinet, österreichischer Schauspieler und Schriftsteller († 1816)

## Gestorben
- 29. Januar: Johan Ludvig, dänischer Kanzler, Kunst- und Literatursammler (* 1694)
- 29. Januar: Louis Racine, französischer Dichter (* 1692)

- 12. Februar: Pierre Carlet de Marivaux, französischer Schriftsteller (* 1688)
- 24. April: Charles-Étienne Pesselier, französischer Autor, Poet, Fermier général und Enzyklopädist (* 1711)
- 29. Juni: Hedvig Charlotta Nordenflycht, schwedische Dichterin (* 1718)

- 12. August: Olof von Dalin, schwedischer Dichter, Schriftsteller, Satiriker und Historiker (* 1708)

- 26. September: John Byrom, englischer Schriftsteller (* 1692)
- 23. November: Antoine-François Prévost, französischer Schriftsteller (* 1697)
- November: Giovanni Claudio Pasquini, italienischer Dichter und Librettist (* 1695)

- um 1763: Cao Xueqin, chinesischer Schriftsteller (* 1715/1724)